# Boris Grishayev
Boris Grishayev (en ruso, Борис Андреевич Гришаев; Volgogrado, Unión Soviética, 21 de junio de 1930-1999) fue un atleta soviético especializado en la prueba de maratón, en la que consiguió ser subcampeón europeo en 1954.

## Carrera deportiva
En el Campeonato Europeo de Atletismo de 1954 ganó la medalla de plata en la carrera de maratón, recorriendo los 42,195 km en un tiempo de 2:24:55 segundos, llegando a meta tras el finlandés Veikko Karvonen (oro con 2:24:51 segundos que fue récord de los campeonatos) y por delante del también soviético Ivan Filin (bronce con 2:25:26 segundos).